# 아즈마촌 (군마현 사와군)
아즈마촌(일본어: 東村)은 일본 군마현 남동부, 사와군에 존속했던 정이다. 2005년 1월 1일에 (구) 이세사키시, 아카보리정, 사카이정과 함께 합병해 이세사키시가 되어 소멸하였다 .폐지 시점에서 전국에서 다섯 번째로 인구가 많은 마을이었다.

## 역사
- 1889년 4월 1일 - 정촌제 시행으로 사나군 아즈마촌이 성립하였다. 촌사무소는 다이지히가시코보카타자노마 2597-2에 설치되었다.,
- 1896년 4월 1일 - 군 통합으로 사와군에 소속되었다.
- 2005년 1월 1일 - 이세사키시, 아카보리정, 사카이정과 합병해 이세사키시가 되었다.

## 교통

### 철도
- 동일본 여객철도 료모 선

### 도로
- 국도 제17호선